# Ringer-Europameisterschaften 2012

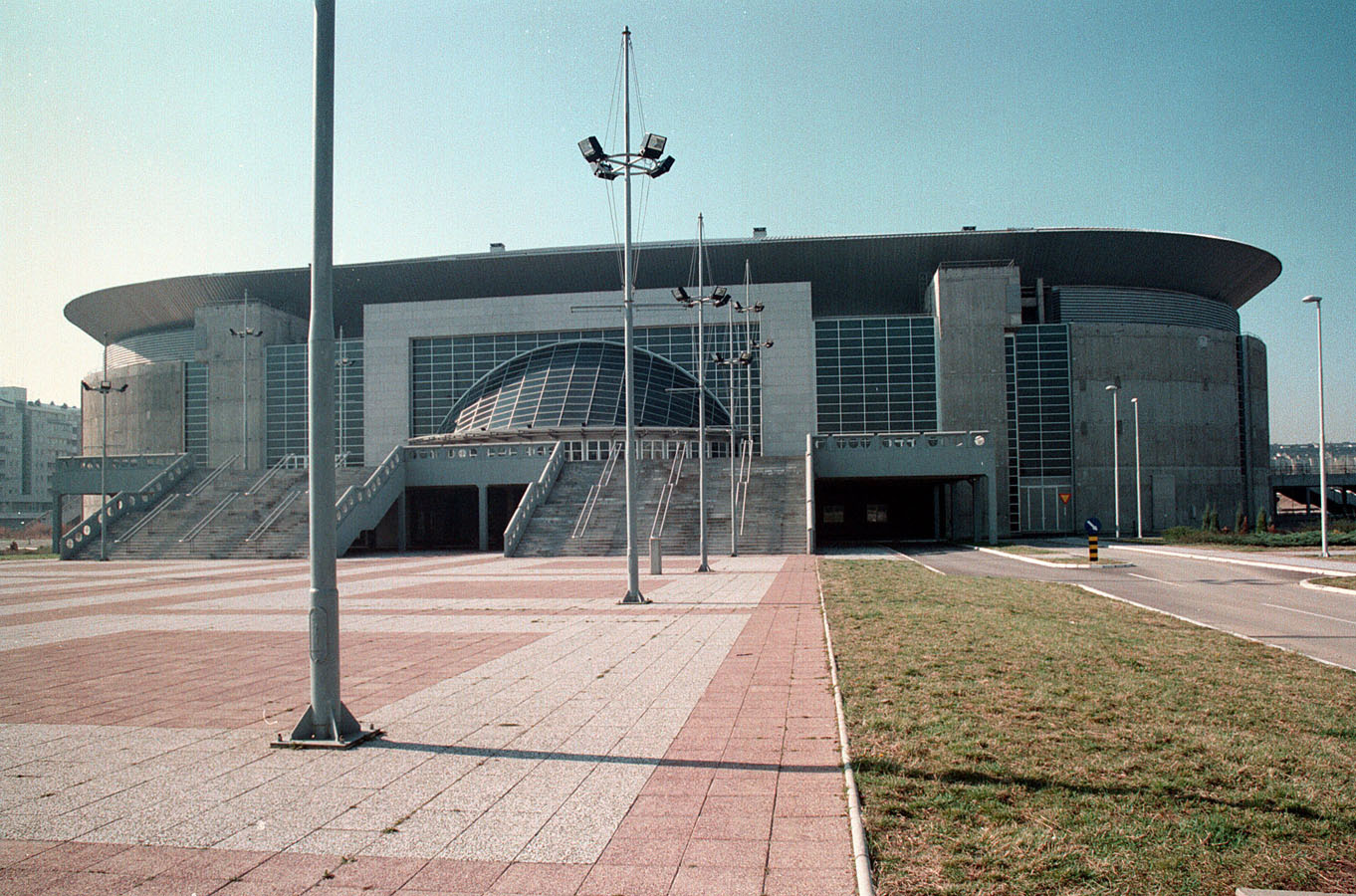
Die Belgrad-Arena, Austragungsort der Europameisterschaften.

Die Ringer-Europameisterschaften 2012 wurden vom 6. März bis zum 11. März 2012 in Belgrad ausgetragen. Gerungen wurde in den Stilarten Griechisch-Römisch (Greco) der Herren, Freistil der Herren und Freistil der Damen. 21 Titel wurden vergeben.
Die Wettkämpfe fanden in der 2004 eröffneten Belgrad-Arena statt. Die Stadt Belgrad war bereits 2003 Austragungsort der Europameisterschaften im griechisch-römischen Stil.

## Europameister 2012
Übersicht aller 21 Europameister 2012:
| Kategorie | Greco            | Freistil              | Frauen                |
| --------- | ---------------- | --------------------- | --------------------- |
| 1         | Elçin Əliyev     | Dschamal Otarsultanow | Ljudmila Baluschka    |
| 2         | Istvan Levai     | Toğrul Əsgərov        | Iwona Matkowska       |
| 3         | Frank Stäbler    | Alan Gogajew          | Natalja Sinischin     |
| 4         | Roman Wlasow     | Denis Zargusch        | Hanna Wassylenko      |
| 5         | Christo Marinow  | Dato Marsagischwili   | Julija Ostaptschuk    |
| 6         | Artur Aleksanjan | Abdussalam Gadissow   | Henna Johansson       |
| 7         | Rıza Kayaalp     | Taha Akgül            | Maja Gunvor Erlandsen |

## Zeitplan
- 7. März:
  - Freistil Herren: 55 kg und 60 kg
- 8. März:
  - Freistil Herren: 74 kg, 84 kg, 96 kg und 120 kg
  - Freistil Damen: 48 kg, 51 kg, 55 kg und 59 kg
- 9. März:
  - Freistil Herren: 66 kg
  - Freistil Damen: 63 kg, 67 kg und 72 kg
- 10. März:
  - Greco Herren: 55 kg, 60 kg, 96 kg und 120 kg
- 11. März:
  - Greco Herren: 66 kg, 74 kg und 84 kg

## Freistil, Männer

### Ergebnisse

#### Kategorie bis 55 kg
| Platz | Land        | Sportler                 |
| ----- | ----------- | ------------------------ |
| 1     | Russland    | Dschamal Otarsultanow    |
| 2     | Georgien    | Bessarion Gotschaschwili |
| 3     | Bulgarien   | Radoslaw Welikow         |
| 3     | Türkei      | Ahmet Peker              |
| 5     | Armenien    | Mihran Jaburjan          |
| 5     | Moldau      | Alexandru Chirtoacă      |
| 7     | Ukraine     | Igor Chawaldschi         |
| 8     | Belarus     | Andrei Komar             |
| 9     | Ungarn      | Robert Molnar            |
| 10    | Polen       | Adam Bienkowski          |
|       |             |                          |
| 12    | Deutschland | Emanuel Krause           |
|       |             |                          |
| 17    | Schweiz     | Urs Wild                 |

Datum: März 2012

Titelverteidiger: Machmud Magomedow, Aserbaidschan

Teilnehmer: 19

#### Kategorie bis 60 kg
| Platz | Land          | Sportler                 |
| ----- | ------------- | ------------------------ |
| 1     | Aserbaidschan | Toğrul Əsgərov           |
| 2     | Bulgarien     | Anatoli Guidea           |
| 3     | Georgien      | Malchas Zarkuja          |
| 3     | Russland      | Rasul Murtazalijew       |
| 5     | Rumänien      | George Bucur             |
| 5     | Ukraine       | Ewgeni Chawilow          |
| 7     | Belarus       | Wladislaw Andrejew       |
| 8     | Deutschland   | Tim Schleicher           |
| 9     | Armenien      | Artur Arakeljan          |
| 10    | Moldau        | Pavel Negru              |
|       |               |                          |
| 14    | Österreich    | Maximilian Ausserleitner |

Datum: März 2012

Titelverteidiger: Opan Sat, Russland

Teilnehmer: 20

#### Kategorie bis 66 kg
| Platz | Land          | Sportler          |
| ----- | ------------- | ----------------- |
| 1     | Russland      | Alan Gogajew      |
| 2     | Bulgarien     | Leonid Basan      |
| 3     | Armenien      | Dawit Safarjan    |
| 3     | Ungarn        | Gergő Wöller      |
| 5     | Georgien      | Otar Tushishvili  |
| 5     | Türkei        | Yakup Gör         |
| 7     | Ukraine       | Andrei Stadnik    |
| 8     | Italien       | Raimondo Campagna |
| 9     | Aserbaidschan | Emin Azizow       |
| 10    | Belarus       | Albert Batyrow    |
| 11    | Deutschland   | Martin Daum       |
|       |               |                   |
| 17    | Österreich    | Georg Marchl      |

Datum: März 2012

Titelverteidiger: Jabrail Hasanow, Aserbaidschan

Teilnehmer: 21

#### Kategorie bis 74 kg
| Platz | Land                   | Sportler            |
| ----- | ---------------------- | ------------------- |
| 1     | Russland               | Denis Zargusch      |
| 2     | Georgien               | Dawit Chuzischwili  |
| 3     | Ungarn                 | Gábor Hatos         |
| 3     | Aserbaidschan          | Aleksandr Qostiyev  |
| 5     | Ukraine                | Oleg Bilozerkiswski |
| 5     | Türkei                 | Söner Demirtas      |
| 7     | Bulgarien              | Kiril Tersiew       |
| 8     | Armenien               | Musa Murtazalijew   |
| 9     | Vereinigtes Königreich | Miroslav Dykun      |
| 10    | Moldau                 | Roman Demenji       |
|       |                        |                     |
| 13    | Deutschland            | Aydin Ergün         |
|       |                        |                     |
| 19    | Österreich             | Philipp Crepaz      |
| 20    | Schweiz                | Steven Graf         |

Datum: März 2012

Titelverteidiger: Denis Zargusch, Russland

Teilnehmer: 26

#### Kategorie bis 84 kg
| Platz | Land         | Sportler              |
| ----- | ------------ | --------------------- |
| 1     | Georgien     | Dato Marsagischwili   |
| 2     | Bulgarien    | Michail Ganew         |
| 3     | Russland     | Ansor Urischew        |
| 3     | Rumänien     | Gheorghiță Ștefan     |
| 5     | Lettland     | Armands Zvirbulis     |
| 5     | Türkei       | Serdar Böke           |
| 7     | Belarus      | Amarhadschy Mahamedau |
| 8     | Israel       | Sergei Kolesnikov     |
| 9     | Griechenland | Timofei Xenidis       |
| 10    | Ukraine      | Djambuli Zotadse      |
|       |              |                       |
| 12    | Deutschland  | Konstantin Völk       |
|       |              |                       |
| 19    | Schweiz      | Marco Riesen          |

Datum: März 2012

Titelverteidiger: Ansor Urischew, Russland

Teilnehmer: 27

#### Kategorie bis 96 kg
| Platz | Land          | Sportler                      |
| ----- | ------------- | ----------------------------- |
| 1     | Russland      | Abdussalam Gadissow           |
| 2     | Ukraine       | Waleri Andriizew              |
| 3     | Türkei        | Serhat Balci                  |
| 3     | Belarus       | Iwan Jankuski                 |
| 5     | Aserbaidschan | Naurus Srapilewitsch Temresow |
| 5     | Polen         | Radosław Baran                |
| 7     | Bulgarien     | Georgi Sredkow                |
| 8     | Slowakei      | Jozef Jaloviar                |
| 9     | Georgien      | Georgi Gogschelidse           |
| 10    | Rumänien      | Adrian Recorean               |
|       |               |                               |
| 13    | Deutschland   | Kevin Schwäbe                 |

Datum: März 2012

Titelverteidiger: Chetag Gasjumow, Aserbaidschan

Teilnehmer: 20

#### Kategorie bis 120 kg
| Platz | Land        | Sportler              |
| ----- | ----------- | --------------------- |
| 1     | Türkei      | Taha Akgül            |
| 2     | Ungarn      | Dániel Ligeti         |
| 3     | Belarus     | Igor Dziatko          |
| 3     | Georgien    | Dawit Modsmanaschwili |
| 5     | Bulgarien   | Dimitar Kumtschew     |
| 5     | Deutschland | Nick Matuhin          |
| 7     | Russland    | Bachtijar Achmedow    |
| 8     | Albanien    | Fatjon Baro           |
| 9     | Spanien     | Jose Cuba Vazquez     |
| 10    | Rumänien    | Rareș Chintoan        |

Datum: März 2012

Titelverteidiger: Fatih Çakıroğlu, Türkei

Teilnehmer: 20

### Medaillenspiegel
| Rang | Land          | Gold | Silber | Bronze |
| ---- | ------------- | ---- | ------ | ------ |
| 1    | Russland      | 4    | 0      | 2      |
| 2    | Georgien      | 1    | 2      | 2      |
| 3    | Türkei        | 1    | 0      | 2      |
| 4    | Aserbaidschan | 1    | 0      | 1      |
| 5    | Bulgarien     | 0    | 3      | 1      |
| 6    | Ungarn        | 0    | 1      | 2      |
| 7    | Ukraine       | 0    | 1      | 0      |
| 8    | Belarus       | 0    | 0      | 2      |
| 9    | Armenien      | 0    | 0      | 1      |
|      | Rumänien      | 0    | 0      | 1      |

### Punktewertung
| Rang | Land                   | Punkte |
| ---- | ---------------------- | ------ |
| 1    | Russland               | 60     |
| 2    | Georgien               | 52     |
| 3    | Bulgarien              | 49     |
| 4    | Türkei                 | 44     |
| 5    | Ukraine                | 30     |
|      | Belarus                | 28     |
| 7    | Ungarn                 | 27     |
| 8    | Aserbaidschan          | 26     |
| 9    | Armenien               | 19     |
| 10   | Rumänien               | 16     |
| 11   | Deutschland            | 9      |
| 12   | Moldau                 | 8      |
| 13   | Polen                  | 7      |
| 14   | Lettland               | 6      |
| 15   | Albanien               | 3      |
|      | Israel                 | 3      |
|      | Italien                | 3      |
|      | Slowakei               | 3      |
| 19   | Spanien                | 2      |
|      | Vereinigtes Königreich | 2      |
|      | Griechenland           | 2      |

## Freistil, Frauen

### Ergebnisse

#### Kategorie bis 48 kg
| Platz | Land          | Sportler            |
| ----- | ------------- | ------------------- |
| 1     | Ukraine       | Ljudmila Baluschka  |
| 2     | Rumänien      | Estera Dobre        |
| 3     | Deutschland   | Jaqueline Schellin  |
| 3     | Russland      | Maria Wilmowa       |
| 5     | Norwegen      | Henriette Slattum   |
| 5     | Ungarn        | Mercedes Denes      |
| 7     | Polen         | Anna Lukasiak       |
| 8     | Aserbaidschan | Marziget Bagomedowa |
| 9     | Italien       | Silvia Felice       |
| 10    | Bulgarien     | Elitsa Jankowa      |
| 10    | Finnland      | Sarianne Savola     |

Datum: März 2012

Titelverteidiger: Maria Stadnyk, Aserbaidschan

Teilnehmer: 17

#### Kategorie bis 51 kg
| Platz | Land          | Sportler                       |
| ----- | ------------- | ------------------------------ |
| 1     | Polen         | Iwona Matkowska                |
| 2     | Ukraine       | Oleksandra Kohut               |
| 3     | Deutschland   | Alexandra Engelhardt           |
| 3     | Russland      | Jekaterina Sergejewna Krasnowa |
| 5     | Aserbaidschan | Patimat Bagomedowa             |
| 5     | Türkei        | Burcu Kebic                    |
| 7     | Niederlande   | Jessica Blaszka                |
| 8     | Italien       | Francesca Mori                 |
| 9     | Frankreich    | Vanessa Boubryemm              |
| 10    | Moldau        | Natalia Budu                   |
|       |               |                                |
| 14    | Schweiz       | Marina Wisler                  |

Datum: März 2012

Titelverteidiger: Julia Blachinja, Ukraine

Teilnehmer: 17

#### Kategorie bis 55 kg
| Platz | Land         | Sportler          |
| ----- | ------------ | ----------------- |
| 1     | Ukraine      | Nataliya Sinişin  |
| 2     | Schweden     | Sofia Mattsson    |
| 3     | Russland     | Maria Gurowa      |
| 3     | Rumänien     | Ana Maria Pavăl   |
| 5     | Griechenland | Maria Prevolaraki |
| 5     | Polen        | Roksana Zasina    |
| 7     | Finnland     | Petra Olli        |
| 8     | Schweiz      | Nadine Tokar      |
| 9     | Ungarn       | Emese Barka       |
| 10    | Frankreich   | Anna Gomis        |
|       |              |                   |
| 16    | Deutschland  | Eileen Friedrich  |

Datum: März 2012

Titelverteidiger: Ida-Theres Nerell, Schweden

Teilnehmer: 19

#### Kategorie bis 59 kg
| Platz | Land          | Sportler              |
| ----- | ------------- | --------------------- |
| 1     | Ukraine       | Hanna Wassylenko      |
| 2     | Lettland      | Anastasija Grigorjeva |
| 3     | Aserbaidschan | Sona Ahmadli          |
| 3     | Moldau        | Ludmila Cristea       |
| 5     | Belarus       | Nadeschda Michalkowa  |
| 5     | Russland      | Anna Polownewa        |
| 7     | Montenegro    | Mirjana Martinovic    |
| 8     | Serbien       | Andjela Krcmarevic    |
| 9     | Polen         | Katarzyna Krawczyk    |
| 10    | Ungarn        | Emese Szabó           |
|       |               |                       |
| 13    | Schweiz       | Fabienne Wittenwiler  |
|       |               |                       |
| 16    | Deutschland   | Kathrin Neumaier      |

Datum: März 2012

Titelverteidiger: Julia Ratkewitsch, Aserbaidschan

Teilnehmer: 16

Ida-Theress Nerell, 2011 Europameisterin in der Kategorie bis 55 kg, belegte den 15. Platz.

#### Kategorie bis 63 kg
| Platz | Land        | Sportler             |
| ----- | ----------- | -------------------- |
| 1     | Ukraine     | Julija Ostaptschuk   |
| 2     | Russland    | Natalja Smirnowa     |
| 3     | Polen       | Monika Ewa Michalik  |
| 3     | Türkei      | Elif Jale Yeşilırmak |
| 5     | Schweden    | Johanna Mattsson     |
| 5     | Bulgarien   | Elina Wasewa         |
| 7     | Italien     | Maria Diana          |
| 8     | Deutschland | Yvonne Englich-Hees  |
| 9     | Frankreich  | Audrey Prieto        |
| 10    | Rumänien    | Beatrice Oancea      |
|       |             |                      |
| 16    | Österreich  | Laura Raffler        |

Datum: März 2012

Titelverteidiger: Julija Ostaptschuk, Ukraine

Teilnehmer: 20

#### Kategorie bis 67 kg
| Platz | Land          | Sportler               |
| ----- | ------------- | ---------------------- |
| 1     | Schweden      | Henna Johansson        |
| 2     | Ukraine       | Alla Tscherkassowa     |
| 3     | Aserbaidschan | Nadeschda Semenzowa    |
| 3     | Bulgarien     | Dzhanan Manolowa       |
| 5     | Russland      | Julia Bartnowskaja     |
| 5     | Lettland      | Kristine Odrina Orbowa |
| 7     | Rumänien      | Roxana Nastrusnicu     |
| 8     | Belarus       | Hanna Sawenija         |
| 9     | Israel        | Ilana Kratysh          |
| 10    | Deutschland   | Aline Focken           |
| 11    | Österreich    | Stefanie Maierhofer    |

Datum: März 2012

Titelverteidiger: Nadeschda Semenzowa, Aserbaidschan

Teilnehmer: 14

#### Kategorie bis 72 kg
| Platz | Land          | Sportler                         |
| ----- | ------------- | -------------------------------- |
| 1     | Norwegen      | Maja Gunvor Erlandsen            |
| 2     | Ukraine       | Kateryna Burmistrowa             |
| 3     | Russland      | Natalja Worobjowa                |
| 3     | Spanien       | Maider Unda González de Audicana |
| 5     | Aserbaidschan | Natalja Palamartschuk            |
| 5     | Schweden      | Jenny Fransson                   |
| 7     | Belarus       | Wassilissa Marsaljuk             |
| 8     | Österreich    | Marina Gastl                     |
| 9     | Frankreich    | Cynthia Vescan                   |
| 10    | Rumänien      | Elena Mudrag                     |
|       |               |                                  |
| 17    | Deutschland   | Lisa Hug                         |

Datum: März 2012

Titelverteidiger: Kateryna Burmistrowa, Ukraine

Teilnehmer: 20

### Medaillenspiegel
| Rang | Land          | Gold | Silber | Bronze |
| ---- | ------------- | ---- | ------ | ------ |
| 1    | Ukraine       | 4    | 3      | 0      |
| 2    | Schweden      | 1    | 1      | 0      |
| 3    | Polen         | 1    | 0      | 1      |
| 4    | Norwegen      | 1    | 0      | 0      |
| 5    | Russland      | 0    | 1      | 4      |
| 6    | Rumänien      | 0    | 1      | 1      |
| 7    | Lettland      | 0    | 1      | 0      |
| 8    | Aserbaidschan | 0    | 0      | 2      |
|      | Deutschland   | 0    | 0      | 2      |
| 10   | Türkei        | 0    | 0      | 1      |
|      | Bulgarien     | 0    | 0      | 1      |
|      | Spanien       | 0    | 0      | 1      |
|      | Moldau        | 0    | 0      | 1      |

### Punktewertung
| Rang | Land          | Punkte |
| ---- | ------------- | ------ |
| 1    | Ukraine       | 67     |
| 2    | Russland      | 53     |
| 3    | Schweden      | 31     |
| 4    | Aserbaidschan | 31     |
| 5    | Polen         | 30     |
| 6    | Rumänien      | 23     |
| 7    | Deutschland   | 20     |
| 8    | Norwegen      | 16     |
| 9    | Lettland      | 15     |
| 10   | Bulgarien     | 15     |
| 11   | Türkei        | 14     |
| 12   | Belarus       | 13     |
| 13   | Moldau        | 9      |
|      | Ungarn        | 9      |
|      | Italien       | 9      |
| 16   | Spanien       | 8      |
| 17   | Frankreich    | 7      |
| 18   | Griechenland  | 6      |
| 19   | Finnland      | 4      |
|      | Montenegro    | 4      |
|      | Niederlande   | 4      |
| 22   | Österreich    | 3      |
|      | Serbien       | 3      |
|      | Schweiz       | 3      |
| 25   | Israel        | 2      |

## Griechisch-römisch, Männer

### Ergebnisse

#### Kategorie bis 55 kg
| Platz | Land          | Sportler             |
| ----- | ------------- | -------------------- |
| 1     | Aserbaidschan | Elçin Əliyev         |
| 2     | Ungarn        | Peter Modos          |
| 3     | Bulgarien     | Alexandar Kostadinow |
| 3     | Türkei        | Fatih Ucuncu         |
| 5     | Ukraine       | Dimitri Charko       |
| 5     | Russland      | Mingijan Semjonow    |
| 7     | Moldau        | Victor Ciobanu       |
| 8     | Kroatien      | Ivan Lizatović       |
| 9     | Belarus       | Elbek Taschyjeu      |
| 10    | Rumänien      | Virgil Munteanu      |
|       |               |                      |
| 14    | Deutschland   | Dustin Scherf        |

Datum: März 2012

Titelverteidiger: Roman Amojan, Armenien

Teilnehmer: 19

#### Kategorie bis 60 kg
| Platz | Land          | Sportler           |
| ----- | ------------- | ------------------ |
| 1     | Slowakei      | Istvan Levai       |
| 2     | Bulgarien     | Iwo Angelow        |
| 3     | Serbien       | Davor Štefanek     |
| 3     | Russland      | Aslan Abdullin     |
| 5     | Aserbaidschan | Kamran Mammadow    |
| 5     | Belarus       | Maxim Katscharski  |
| 7     | Georgien      | Irakli Tschotschua |
| 8     | Frankreich    | Tarik Belmadani    |
| 9     | Schweden      | Rasmus Lindqvist   |
| 10    | Armenien      | Artur Mkrtschjan   |
| 11    | Schweiz       | Patrick Stadelmann |
|       |               |                    |
| 18    | Deutschland   | Christoph Bast     |

Datum: März 2012

Titelverteidiger: Rewas Laschchi, Georgien

Teilnehmer: 26

#### Kategorie bis 66 kg
| Platz | Land        | Sportler              |
| ----- | ----------- | --------------------- |
| 1     | Deutschland | Frank Stäbler         |
| 2     | Rumänien    | Georgian Carpen       |
| 3     | Schweden    | Mathias Guenther      |
| 3     | Russland    | Islambek Albijew      |
| 5     | Serbien     | Aleksandar Maksimović |
| 5     | Belarus     | Jaroslaw Kardasch     |
| 7     | Portugal    | Hugo Passos da Silva  |
| 8     | Bulgarien   | Emilian Todorow       |
| 9     | Kroatien    | Dominik Etlinger      |
| 10    | Frankreich  | Artak Margaryan       |
|       |             |                       |
| 23    | Schweiz     | Pascal Strebel        |
|       |             |                       |
| 25    | Österreich  | Benedikt Puffer       |

Datum: 11. März 2012

Titelverteidiger: Ambako Watschadse, Russland

Teilnehmer: 29

#### Kategorie bis 74 kg
| Platz | Land          | Sportler             |
| ----- | ------------- | -------------------- |
| 1     | Russland      | Roman Wlasow         |
| 2     | Georgien      | Manuchar Zchadaija   |
| 3     | Litauen       | Aleksandr Kazakevich |
| 3     | Armenien      | Arsen Dschulfalakjan |
| 5     | Frankreich    | Christophe Guénot    |
| 5     | Ukraine       | Dimitri Pyschkow     |
| 7     | Türkei        | Seref Tüfenk         |
| 8     | Kroatien      | Božo Starčević       |
| 9     | Polen         | Arkadiusz Kulynycz   |
| 10    | Aserbaidschan | Elwin Mursalijew     |
|       |               |                      |
| 14    | Österreich    | Florian Marchl       |
|       |               |                      |
| 26    | Schweiz       | Jonas Bossert        |
|       |               |                      |
| 30    | Deutschland   | Fabian Jänicke       |

Datum: März 2012

Titelverteidiger: Rafiq Hüseynov, Aserbaidschan

Teilnehmer: 31

#### Kategorie bis 84 kg
| Platz | Land          | Sportler             |
| ----- | ------------- | -------------------- |
| 1     | Bulgarien     | Christo Marinow      |
| 2     | Polen         | Damian Janikowski    |
| 3     | Ukraine       | Zhan Belenjuk        |
| 3     | Ungarn        | Viktor Lörincz       |
| 5     | Litauen       | Laimutis Adomaitis   |
| 5     | Estland       | Eerik Aps            |
| 7     | Georgien      | Wladimir Gegeschidse |
| 8     | Aserbaidschan | Hassan Tahmasebi     |
| 9     | Italien       | Andrea Minguzzi      |
| 10    | Türkei        | Ahmet Yıldırım       |
|       |               |                      |
| 13    | Schweiz       | Thomas Suppiger      |
|       |               |                      |
| 19    | Deutschland   | Ramsin Azizsir       |
| 20    | Österreich    | Amer Hrustanovic     |

Datum: März 2012

Titelverteidiger: Wassyl Ratschyba, Ukraine

Teilnehmer: 32

#### Kategorie bis 96 kg
| Platz | Land          | Sportler           |
| ----- | ------------- | ------------------ |
| 1     | Armenien      | Artur Aleksanjan   |
| 2     | Litauen       | Mindaugas Ežerskis |
| 3     | Ukraine       | Sergei Rutenko     |
| 3     | Aserbaidschan | Schalwa Gadabadse  |
| 5     | Deutschland   | Oliver Hassler     |
| 5     | Polen         | Damian Fedorowicz  |
| 7     | Russland      | Rustam Totrow      |
| 8     | Ungarn        | György Rizmajer    |
| 9     | Tschechien    | David Vála         |
| 10    | Georgien      | Soso Jabidse       |

Datum: März 2012

Titelverteidiger: Timofei Dseinitschenko, Belarus

Teilnehmer: 24

#### Kategorie bis 120 kg
| Platz | Land          | Sportler              |
| ----- | ------------- | --------------------- |
| 1     | Türkei        | Rıza Kayaalp          |
| 2     | Russland      | Chassan Barojew       |
| 3     | Armenien      | Juri Patrikejew       |
| 3     | Ukraine       | Ewgeni Orlow          |
| 5     | Ungarn        | Mihály Deák Bárdos    |
| 5     | Aserbaidschan | Mesut Haschimadse     |
| 7     | Belarus       | Iossif Tschuhaschwili |
| 8     | Litauen       | Mindaugas Mizgaitis   |
| 9     | Frankreich    | Yannick Szczepaniak   |
| 10    | Georgien      | Guram Pherselidse     |
| 11    | Deutschland   | Ralf Böhringer        |

Datum: März 2012

Titelverteidiger: Chassan Barojew, Russland

Teilnehmer: 23

Barojew hatte im Vorjahr Kayaalp im Finale noch besiegen können, diesmal setzte sich Rıza Kayaalp durch, der damit zum zweiten Mal nach 2010 Europameister im Schwergewicht wurde.

### Medaillenspiegel
| Rang | Land          | Gold | Silber | Bronze |
| ---- | ------------- | ---- | ------ | ------ |
| 1    | Russland      | 1    | 1      | 2      |
| 2    | Bulgarien     | 1    | 1      | 1      |
| 3    | Armenien      | 1    | 0      | 2      |
| 4    | Aserbaidschan | 1    | 0      | 1      |
|      | Türkei        | 1    | 0      | 1      |
| 6    | Deutschland   | 1    | 0      | 0      |
| 7    | Slowakei      | 1    | 0      | 0      |
| 8    | Litauen       | 0    | 1      | 1      |
|      | Ungarn        | 0    | 1      | 1      |
| 10   | Polen         | 0    | 1      | 0      |
|      | Georgien      | 0    | 1      | 0      |
|      | Rumänien      | 0    | 1      | 0      |
| 13   | Ukraine       | 0    | 0      | 1      |
|      | Serbien       | 0    | 0      | 1      |
|      | Schweden      | 0    | 0      | 1      |

### Punktewertung
| Rang | Land          | Punkte |
| ---- | ------------- | ------ |
| 1    | Russland      | 45     |
| 2    | Ukraine       | 36     |
| 3    | Aserbaidschan | 34     |
| 4    | Bulgarien     | 30     |
| 5    | Armenien      | 27     |
| 6    | Ungarn        | 26     |
|      | Litauen       | 26     |
| 8    | Türkei        | 23     |
| 9    | Georgien      | 19     |
| 10   | Belarus       | 18     |
| 11   | Polen         | 17     |
| 12   | Deutschland   | 16     |
| 13   | Serbien       | 14     |
| 14   | Frankreich    | 12     |
| 15   | Slowakei      | 10     |
|      | Rumänien      | 10     |
|      | Schweden      | 10     |
| 18   | Kroatien      | 8      |
| 19   | Estland       | 6      |
| 20   | Moldau        | 4      |
|      | Portugal      | 4      |
| 22   | Tschechien    | 2      |
|      | Italien       | 2      |